# Alexander Kuchinka

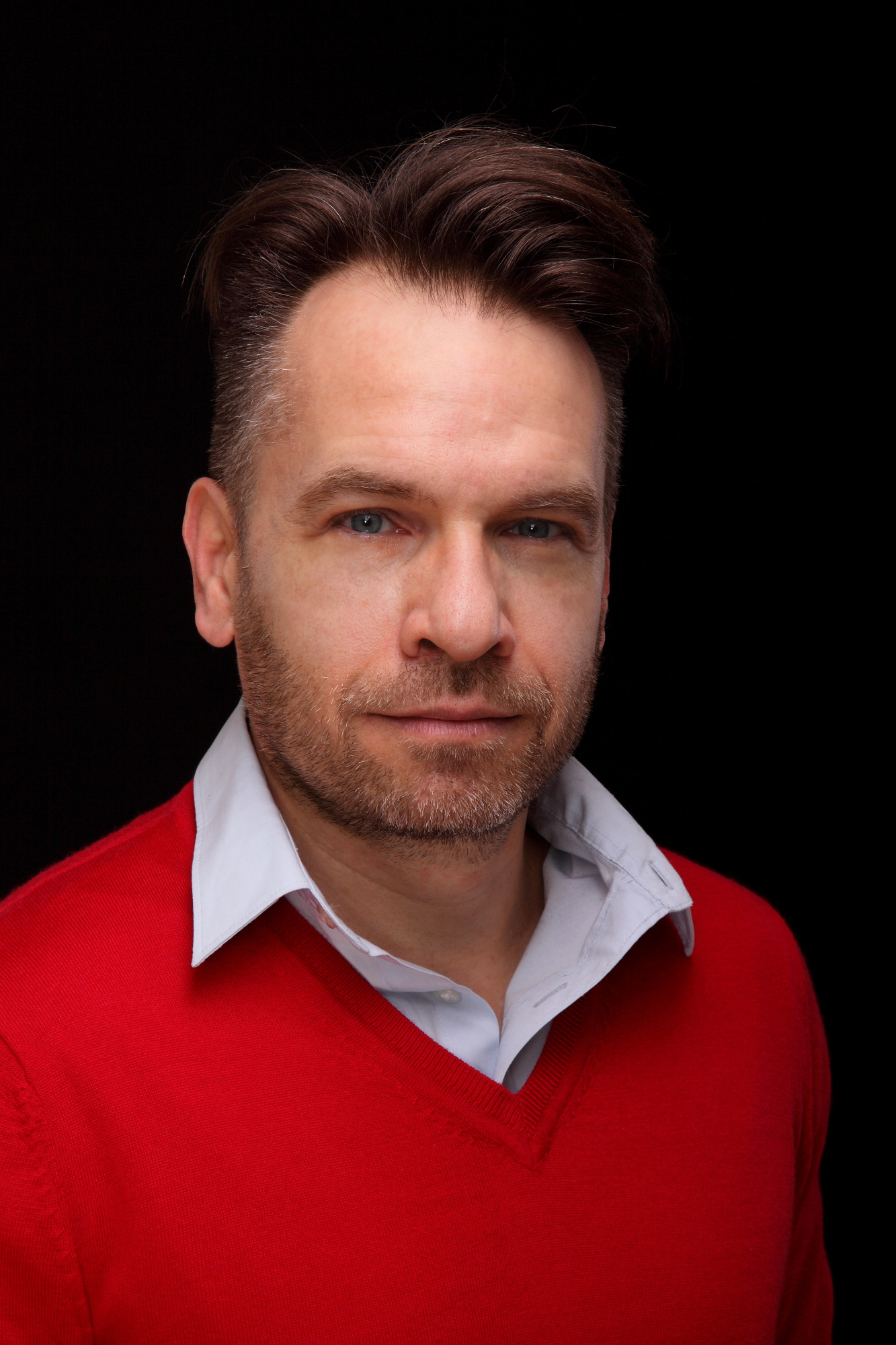
Alexander Kuchinka, 2016

Alexander Kuchinka (* 29. Oktober 1967 in Klagenfurt) ist ein österreichischer Schauspieler, Regisseur, Autor, Musiker und Kabarettist.

## Leben

### Schauspieler
Kuchinkas künstlerischer Werdegang ist der eines Autodidakten. Vor Beginn seiner Theaterlaufbahn absolvierte er 1986 bis 89 eine Ausbildung an der Pädagogischen Akademie in Klagenfurt. Er lebt und arbeitet seit 1992 vorwiegend in Wien. Sein erstes professionelles Engagement brachte ihn 1987 ans Stadttheater Klagenfurt (Der Dorfschullehrer von Wilhelm Pevny) und von dort zu den Komödienspielen Porcia (beide unter der Intendanz von Herbert Wochinz). Mit der Komödie Der Bürger als Edelmann von Molière (mit Walter Giller in der Hauptrolle) tourte er 1989 bis 1992 in insgesamt fast 200 Vorstellungen mit der Konzertdirektion Landgraf durch den deutschen Sprachraum. Nach seiner Übersiedlung nach Wien 1992 folgten Stückverträge zu den Stockerauer Festspielen (Viel Lärm um nichts von William Shakespeare, 1994), ans Wiener Metropol (Im Weißen Rössl von Ralph Benatzky, 1996) und ans Volkstheater Wien (Der Seidenschrei von Lida Winiewicz, 1999). Seit Beginn seiner Regietätigkeit übernimmt er wiederholt kleinere und größere Rollen in seinen eigenen Inszenierungen, vom Leopold im Weißen Rössl (1996) über den Cyrano (2001) bis zum Tim in der Theater-im-Theater-Komödie Der nackte Wahnsinn (2015). 2016/17 erweiterte er sein Rollenrepertoire mit dem Giesecke im Weißen Rössl (2016/17), „Gott Kupfer“ in Felix Mitterers Bühnenversion des Torberg-Romans Der Schüler Gerber (2016) oder dem Detektiv Gasselhuber in der Operettenposse Die Gigerln von Wien (2017). Im Herbst 2018 war er schauspielender Bühnenmusiker in einer Tourneefassung von Arthur Millers Schauspiel Hexenjagd, im Frühjahr 2019 übernahm er die Hauptrolle in einer Produktion der Operette Der Teufel auf Erden von Franz von Suppè am Opernhaus Chemnitz, für die er auch als Neubearbeiter des Librettos verantwortlich zeichnete. 2020 übernahm er mit dem Cosme McMoon in Glorious! von Peter Quilter im Heunburg Theater und dem „Pianeur“ in Der kleine Grenzverkehr (nach Erich Kästner, Bühnenfassung von Volkmar Kamm) am Salzburger Landestheater jeweils eine Rolle mit pianistischem Schwerpunkt.

### Kabarettist
1990 trat er im Klagenfurter Theater im Landhauskeller mit dem Programm Schwarz, aber herzlich erstmals als musikalischer Solokabarettist in Erscheinung. Sein literarisch-klavierhumoristischer Stil wurde zu dieser Zeit oft mit Georg Kreisler in Verbindung gebracht und ab 1990 in der ORF-Serie Comedy Express auch einem größeren Publikum vorgestellt. Bereits 1987 war er für die satirische ORF-Puppenserie Telewisch'n als Stimmenimitator nach Wien geholt worden. Es folgten weitere Programme, in denen er sich stilistisch wie inhaltlich immer mehr emanzipierte. 1995 errang er beim Hamburger Ralph Benatzky Chansonwettbewerb den ersten Preis, 2005 kam die erste CD Der Herr Kuchenkarl bei Preiser Records auf den Markt. Im Rahmen diverser Kleinkunstprogramme tritt er immer wieder mit Künstlern wie Agnes Palmisano oder Robert Kolar auf.

### Regisseur
Mit einer eigenen Kellertheaterversion der Operette Im Weißen Rössl von Ralph Benatzky 1996 im Klagenfurter Theater im Landhauskeller, in der er auch gleichzeitig die Hauptrolle übernahm, legte er den Grundstein seiner eigenen Sommerbühne scherzo, die bis 2006 als Spielwiese und Sprungbrett für zahlreiche junge vorwiegend österreichische Künstler diente und Produktionen des musikalischen Theaters vorstellte. Alexander Kuchinka konnte dieses Sprungbrett selbst nutzen, indem er 2003 am Stadttheater Klagenfurt nach eigenem Buch die Schlagerrevue Sing, Baby, sing inszenierte, die wegen des großen Erfolgs mehrmals verlängert und 2003 auch an den Wiener Kammerspielen gezeigt wurde. Es folgten, ebenfalls am Stadttheater Klagenfurt, die Inszenierungen der Musicals Emil und die Detektive von Marc Schubring und Wolfgang Adenberg (2005 als österreichische Erstaufführung) sowie Cinderella von Thomas Pigor (2008).
An der Bühne Baden (Stadttheater) war er 2010 mit der Uraufführung der Märchenoper Die schöne Wassilissa von Pavel Singer und Thomas Jorda und 2012 mit einer Neuadaption der Kinderoper Schwarzer Peter von Norbert Schultze und Walter Lieck betraut. 2015 folgte ebendort eine Neuinszenierung des Operettenklassikers Das Land des Lächelns von Franz Lehár, Ludwig Herzer und Fritz Löhner-Beda, 2018 wiederum eine Bearbeitung der Operette Eine Frau, die weiß, was sie will von Oscar Straus und Alfred Grünwald. 2019 inszenierte er, unter eigener Mitwirkung, im Klagenfurter Jazz-Club Kammerlichtspiele den Comedy-Klassiker Shakespeares sämtliche Werke (leicht gekürzt) sowie, nach eigenem Libretto, am Opernhaus Chemnitz die Uraufführung der Kinderoper Bei der Feuerwehr wird der Kaffee kalt (nach dem Kinderbuchklassiker von Hannes Hüttner) mit Musik von Oliver Ostermann.
2023 übernahm er die szenische Leitung der Wiederaufnahme der Tournee-Produktion Hexenjagd für die Konzertdirektion Landgraf in der Inszenierung von Volkmar Kamm, in der er – wie schon in der Originalproduktion von 2018 – auch als Schauspieler und Bühnenmusiker tätig war. 2024 wurde er vom Schlossfestival Wilfersdorf anlässlich des Jubiläums der 20. Sommerproduktion mit der Inszenierung der Operette Die Fledermaus betraut, die er dialogisch neu fasste und in der er auch die Rolle des Dr. Blind übernahm.
Eine langjährige Zusammenarbeit verband ihn ab 2004 mit der Chanteuse Heilwig Pfanzelter, für die er etliche Programme als Regisseur, zum Teil auch als Autor betreute, zuletzt 2009 Paris, Paris und 2011 Noch immer leuchten die Sterne, sowie mit dem österreichischen Frauen-Comedy-Trio Kernölamazonen, für das er zwischen 2009 und 2020 sechs Programme inszenierte.

### Autor
In den kleinen Formen (Gedichte, Satiren, Chansons) hatte Alexander Kuchinka bereits als Kabarettist Erfahrung, über das Bearbeiten von Textbüchern für seine Inszenierungen fand er bald auch zu eigenen abendfüllenden Theatertexten. Bereits Fra Diavolo (1989, nach François Auber) war textlich eine definitive Neufassung, und mit Achtung. Selten. Die Comedian Harmonists (Uraufführung 1999 im Konzerthaus Klagenfurt) stellte er 1999 gemeinsam mit Heiko Wohlgemuth sein erstes Schauspiel vor. Die Produktion gastierte auch im Wiener Metropol, und das Stück wurde seither von mehreren deutschen Bühnen neuinszeniert, unter anderem an der Landesbühne Esslingen.
Es folgten in zunehmendem Maß Auftragsarbeiten, wie das bereits erwähnte Sing, Baby, sing oder, gemeinsam mit Christoph Wagner-Trenkwitz die neue deutsche Übersetzung des Musicals Guys and Dolls von Frank Loesser (Erstaufführung 2008 am Theater Bielefeld und 2009 an der Wiener Volksoper). 2011 stellte er in eigener Inszenierung im Wiener Metropol eine Neuübersetzung des Musicals I Love You, You’re Perfect, Now Change vor. 2015 Uraufführung der Neubearbeitung der Operette Cagliostro in Wien von Johann Strauss (Sohn) als Auftragswerk der Staatsoperette Dresden. 2017 wiederum bearbeitete er im Auftrag der Tiroler Festspiele Erl Richard Wagners Musikdrama Tristan und Isolde zum musikalischen Comedy-Programm Liebestod im Rettungsboot.
Ebenfalls Auftragsarbeiten waren seine Liedtexte zur Musical-Uraufführung Der Mann mit dem Lachen (nach Victor Hugo, Buch von Tilmann von Blomberg, Komposition von Frank Nimsgern, Musikalische Leitung: Peter Christian Feigel) im April 2019 an der Staatsoperette Dresden und – zeitgleich – die Libretto-Neubearbeitung der Operette Der Teufel auf Erden von Franz von Suppè am Opernhaus Chemnitz sowie das Libretto zur Kinderoper Bei der Feuerwehr wird der Kaffee kalt (nach Hannes Hüttner, mit Musik von Oliver Ostermann), ebenfalls am Opernhaus Chemnitz. 2020 hatte an der Wiener Volksoper seine Neuübersetzung des Musicals Sweet Charity Premiere.
Daneben schreibt er immer wieder Liedtexte/Übersetzungen/Lieder für Soloprogramme von Künstlerinnen wie Pia Baresch oder Caroline Athanasiadis.

### Musiker
Für sein Hauptanliegen, der kreativen Kombination von Musik und Bühne, brachte Alexander Kuchinka auch immer wieder seine eigene Musikalität ins Spiel. 1998 wurde er für eine Comedian Harmonists-Theaterproduktion am Schlosstheater Celle nicht nur als klavierspielender Schauspieler, sondern auch als musikalischer Leiter eingesetzt. Als Komponist seiner eigenen Kabarettchansons, aber auch von Vertonungen klassischer Texte (Der Knabe im Moor von Annette von Droste-Hülshoff, 1983, oder Max und Moritz von Wilhelm Busch, 1990) hatte er bereits in der kleinen Form Erfahrung, 2000 stellte er für die biografische Farce Die Marx Brothers: Ruhe am Set! eine komplette Bühnen- und Einlagenmusik vor, und mit Cyrano (nach Edmond Rostand) schließlich sein erstes eigenes Musical.
Gemeinsam mit Daniel Große Boymann entstanden zwischen 2005 und 2007 gleich vier Musicals, 2008 legte Alexander Kuchinka als Auftragskomposition des SBOK (Symphonisches Blasorchester Klagenfurt) eine fast zweistündige Begleitmusik zum Stummfilm Hoffmanns Erzählungen von Max Neufeld aus dem Jahr 1923 vor. 2014 steuerte er die Bühnenmusiken zu seinen Inszenierungen von Zerbinettas Befreiung und Katzenzungen bei und wirkte als ausführender Musiker an den Aufführungsserien in Haag beziehungsweise Berndorf mit. Er tritt auch darüber hinaus immer wieder als musikalischer Leiter und Klavierbegleiter in Erscheinung, sowohl für Chansonabende (u. a. Markus Pol, Sona MacDonald oder Christoph Wagner-Trenkwitz) als auch für szenische Bühnenprogramme.
2015 gewann sein jüngstes Musical Zzaun! (gemeinsam mit Tilmann von Blomberg) den „Creators“-Musicalwettbewerb im Schmidt Theater in Hamburg, die Uraufführung fand am 3. März 2018 unter der Regie von Andreas Gergen und der musikalischen Leitung von Peter Christian Feigel im neuen Haus der Staatsoperette Dresden statt. Für eine Theatertournee der Konzertdirektion Landgraf gestaltete er unter der Regie von Volkmar Kamm ein Bühnenmusikkonzept zum Schauspiel „Hexenjagd“ von Arthur Miller. Ebenfalls in Zusammenarbeit mit Volkmar Kamm entstand 2020 die Bühnenmusik zu dessen szenischer Adaption von Erich Kästners Roman Der kleine Grenzverkehr am Salzburger Landestheater.
2023 übernahm er, neben der Rolle des Burbage, für die Sommernachtskomödie Rosenburg Arrangements und musikalische Leitung der Bühnenmusik zur Produktion Shakespeare in Love.

## Auszeichnungen
- 1995 Erster Preis beim Ralph-Benatzky-Chansonwettbewerb in Hamburg
- 2003 Kulturpreis des Landes Kärnten Förderungspreis

## Bisherige Arbeiten

### Rollen (Auswahl)
- 2024  Die Fledermaus (Strauss/Genée): Dr. Blind
- 2023 Shakespeare in Love (Norman/Hall/Stoppard): Burbage
- 2022 Im Weißen Rössl (Benatzky): Giesecke
- 2022 Der falsche Kaiser (Schmetterer/Hörmann): Piefke
- 2021 Shakespeare in Love (Norman/Hall/Stoppard): Tilney, Ralph
- 2021 Kleo Superstar - Eskapaden einer jungen Pharaonin (Kuchinka): Julius Cäsar
- 2020 Der kleine Grenzverkehr (Kästner/Kamm): Der Pianeur
- 2020 Glorious! (Quilter): Cosme McMoon
- 2019 jedermann (stirbt) (Schmalz): Mammon, Dünner Vetter
- 2019 Shakespeares sämtliche Werke (leicht gekürzt) (Long/Singer/Winfield): Alex
- 2019 Der Teufel auf Erden (Suppè/Kuchinka): Knecht Ruprecht
- 2018 Hexenjagd (Miller): Giles Corey
- 2017 Die Gigerln von Wien (Steinbrecher): Matthias Gasselhuber
- 2016 Der Schüler Gerber (Torberg/Mitterer): „Gott Kupfer“
- 2016 Im Weißen Rössl (Benatzky): Giesecke
- 2015 Der nackte Wahnsinn (Frayn): Tim
- 2014 Zerbinettas Befreiung (Herzmanovsky-Orlando): Scapino
- 2012 Die Entführung aus dem Serail (Mozart): Bassa Selim
- 2011 I Love You, You’re Perfect, Now Change (Roberts): „Jordan“
- 2009 Geschichten aus dem Wiener Wald (Horváth): Hierlinger Ferdinand
- 2006 Rössl – rejodelt (Kuchinka/Große Boymann): Leonhard
- 2001 Cyrano (Kuchinka/Rostand): Cyrano von Bergerac
- 1999 Der Seidenschrei (Winiewicz): Alex
- 1998 Die Comedian Harmonists (Greiffenhagen): Erwin Bootz
- 1997 Kiss Me, Kate (Porter): Fred Graham/Petruchio
- 1997 Der Talisman (Nestroy): Titus Feuerfuchs
- 1996 Im Weißen Rössl (Benatzky): Leopold, Sigismund
- 1994 Viel Lärm um nichts (Shakespeare): Borachio
- 1993 Jedermann (Hofmannsthal): Der arme Nachbar
- 1992 Otello darf nicht platzen (Ludwig): Page
- 1992 Juno und der Pfau (O’Casey): Johnny Boyle
- 1990 Becket oder Die Ehre Gottes (Anouilh): Der kleine Mönch
- 1989 Der Bürger als Edelmann (Molière): Cleonte, Covielle
- 1988 Arsen und Spitzenhäubchen (Kesselring): Mortimer Brewster

### Inszenierungen (Auswahl)
- 2024 Die Fledermaus (Strauss/Genée)
- 2024 Scherz, Satire, Ironie und tiefere Bedeutung (Christian Dietrich Grabbe)
- 2024 Der Gott des Gemetzels (Yasmina Reza)
- 2024 Die Nibelungen (Mathias Spaan, nach Friedrich Hebbel)
- 2023 Stücke aus dem halben Leben (Fitzgerald Kusz)
- 2022 Kaiser Joseph und die Bahnwärterstochter (Herzmanovsky-Orlando)
- 2021 Kleo Superstar - Eskapaden einer jungen Pharaonin (Kuchinka), UA
- 2019 Bei der Feuerwehr wird der Kaffee kalt (Ostermann/Kuchinka), UA
- 2019 Shakespeares sämtliche Werke (leicht gekürzt) (Long/Singer/Winfield)
- 2018 Mein Jahr in Trallalabad (Reffert)
- 2018 Die lustige Witwe (Lehár/Große Boymann/Kuchinka)
- 2018 Eine Frau, die weiß, was sie will (Straus/Grünwald)
- 2018 Die Grönholm-Methode (Galceran)
- 2017 Schneewittchen und die zwei Zwerge (Howalt/Fjeldmose), ÖE
- 2017 Liebestod im Rettungsboot (Wagner/Kuchinka), UA
- 2016 Das tu ich alles aus Liebe (Riedl-Schlosser/Magenbauer)
- 2015 Das Land des Lächelns (Lehár/Herzer/Löhner-Beda)
- 2015 Der nackte Wahnsinn (Frayn)
- 2014 Katzenzungen (Mihura/Weigel/Kolar)
- 2014 Zerbinettas Befreiung (Herzmanovsky-Orlando)
- 2012 Schwarzer Peter (Schultze/Lieck)
- 2012 Die Entführung aus dem Serail (Mozart/Kuchinka)
- 2011 Verliebt, verlobt, verkrampft nochmal (I Love You, You’re Perfect, Now Change) (Roberts/DiPietro)
- 2010 Die schöne Wassilissa (Jorda/Singer), UA
- 2010 Don Giovanni alla breve (Mozart/Kuchinka)
- 2008 Cinderella (Pigor)
- 2007 Nachts schlafen die Ratten doch (Borchert/Pfanzelter)
- 2005 Emil und die Detektive (Adenberg/Schubring), ÖE
- 2003 Wenn der Wind weht – Comedian Harmonists II (Madwar/Kolar), UA
- 2002 Sing, Baby, sing (Kuchinka), UA
- 2001 Cyrano (Kuchinka/Rostand), UA
- 2000 Die Marx Brothers: Ruhe am Set! (Kuchinka/Madwar), UA
- 1999 Achtung. Selten. Die Comedian Harmonists (Kuchinka/Wohlgemuth), UA
- 1998 Fra Diavolo (Scribe/Auber)
- 1997 Kiss Me, Kate (Porter)
- 1996 Im Weißen Rössl (Benatzky)
- 1994 Der letzte der feurigen Liebhaber (Simon)
- 1993 Honigmond (Barylli)
- 1992 Oscar (Magnier)
- 1989 Es war die Lerche (Kishon)

### Konzepte/Bücher/Übersetzungen (Auswahl)
- 2023 Scherz, Satire, Ironie und tiefere Bedeutung (Neufassung)
- 2021 Ancient Mysteries - Verborgene Welten (Textbuch zum Musical von Leo Floyd)
- 2021 Kleo Superstar - Eskapaden einer jungen Pharaonin (Antike Farce - nach wahren Begebenheiten)
- 2020 Sweet Charity (Übersetzung)
- 2019 Bei der Feuerwehr wird der Kaffee kalt (Opernlibretto)
- 2019 Der Teufel auf Erden (Textneufassung)
- 2019 Der Mann mit dem Lachen (Liedtexte)
- 2018 Die lustige Witwe (Textneufassung, mit Daniel Große Boymann)
- 2017 Liebestod im Rettungsboot (Comedy-Programm)
- 2015 Zzaun! (mit Tilmann von Blomberg)
- 2015 Cagliostro in Wien (Textneufassung)
- 2012 Die Entführung aus dem Serail (Kurzfassung)
- 2011 Verliebt, verlobt, verkrampft nochmal (I Love You, You’re Perfect, Now Change) (Übersetzung)
- 2010 Don Giovanni alla breve (Kurzfassung)
- 2009 Frauen ohne Gedächtnis (Comedy-Programm, mit Sam Madwar u. a.)
- 2009 Paris, Paris! (Chanson-Programm)
- 2009 Guys and Dolls (Übersetzung, mit Christoph Wagner-Trenkwitz)
- 2007 Piano und forte (mit Daniel Große Boymann)
- 2007 Der Besuch des Schahs (mit Daniel Große Boymann)
- 2006 Rössl – rejodelt (mit Daniel Große Boymann)
- 2006 Lässig und barsch (Comedy-Programm)
- 2005 Odysseus fährt irr (mit Daniel Große Boymann)
- 2004 Männer ... haben auch ihr Gutes (Chanson-Programm)
- 2002 Sing, Baby, sing (Schlager-Revue)
- 2001 Cyrano (nach Edmond Rostand)
- 2000 Die Marx Brothers: Ruhe am Set! (mit Sam Madwar)
- 1999 Achtung. Selten. Die Comedian Harmonists (mit Heiko Wohlgemuth)
- 1998 Fra Diavolo (nach Scribe/Auber)

### Kompositionen (Auswahl)
- 2022 Kaiser Joseph und die Bahnwärterstochter (Bühnenmusik)
- 2020 Der kleine Grenzverkehr (Bühnenmusik und Chansonbegleitung)
- 2018 Hexenjagd (Bühnenmusik)
- 2015 Zzaun! (Musical)
- 2014 Katzenzungen (Gesangseinlagen)
- 2014 Zerbinettas Befreiung (Bühnenmusik)
- 2010 Was wird sein? (musikalische Schulgeschichte für Klavier, Sprecher und Kinderchor)
- 2009 Die Schildbürger (Teilvertonung für Klavier, Sprecher und Kinderchor)
- 2008 Hoffmanns Erzählungen (Stummfilmmusik)
- 2007 Piano und forte (Musical)
- 2007 Der Besuch des Schahs (Musical)
- 2006 Rössl - rejodelt (Musical)
- 2006 Der verkaufte Großvater (Gesangseinlagen)
- 2005 Odysseus fährt irr (Musical)
- 2001 Cyrano (Musical)
- 2000 Die Marx Brothers: Ruhe am Set! (Bühnenmusik und Gesangseinlagen)
- 1989 Es war die Lerche (Gesangseinlagen)
- 1987 Der kleine Prinz (Klaviermusik)
- 1985 Max und Moritz (Vertonung für Gesang und Klavier)
- 1983 Der Knabe im Moor (Balladenvertonung)

### Musikalische Leitung/Klavierbegleitung (Auswahl)
- 2023 Shakespeare in Love (Norman/Hall/Stoppard)
- 2022 Kaiser Joseph und die Bahnwärterstochter (Herzmanovsky-Orlando)
- 2021 Shakespeare in Love (Norman/Hall/Stoppard)
- 2020 Der kleine Grenzverkehr (Bühnenfassung des Kästner-Romans)
- 2020 Glorious! (Peter Quilter)
- 2019 Auf den Spuren der Musik (Musikshow für Kinder)
- 2018 Hexenjagd (Live-Bühnenmusik)
- 2017 Liebestod im Rettungsboot (Wagner-Persiflage)
- 2016 Such-Maschinen (Musikalisches Comedy-Programm)
- 2015 Schuh-wie-du (Musikshow für Kinder)
- 2014 Zerbinettas Befreiung (Vertonung der Maskenkomödie von Herzmanovsky-Orlando)
- 2013 OPArette! (Operettenprogramm für Kinder)
- 2013 O Donna Clara! (Hommage an Fritz Löhner-Beda)
- 2011 Im (kleinen) Weißen Rössl (Kinderfassung der Benatzky-Operette)
- 2007 Brel-à-porter (Jacques-Brel-Programm von und mit Markus Pol)
- 2006 Rössl – rejodelt (Große Boymann/Kuchinka)
- 2005 Emil und die Detektive (Adenberg/Schubring)
- 2003 Wenn der Wind weht – Comedian Harmonists II (Madwar/Kolar)
- 2002 Das Greingold (Schneider/Glück)
- 1999 Der Seidenschrei (Winiewicz/van Ham)
- 1998 Die Comedian Harmonists (Greiffenhagen/Wittenbrink)

### Soloprogramme
- 2005 Der Herr Kuchenkarl
- 1997 trivial
- 1995 Kein Kabarett
- 1992 Grausbirnen
- 1990 Schwarz, aber herzlich